# Lotus 27
La Lotus 27 era la versione per le gare di Formula Junior della Lotus 25 che partecipava al campionato di Formula 1. La 27 venne utilizzata nella stagione del 1963.
La vettura aveva un telaio monoscocca in tubi e pannelli di acciaio. Le sezioni laterali erano inizialmente in fibra di vetro ma successivamente vennero sostituite con componenti in alluminio per rendere più rigido il telaio della vettura. Il motore utilizzato era il Ford Cosworth da 1.097 cm³ di cilindrata mentre la trasmissione era Hewland a cinque marce.
In quell'anno il Team Lotus era gestito da Ron Harris che con il pilota Peter Arundell, e una volta risolti i problemi del telaio, vinse il campionato britannico della Formula Junior.